# OC Agaza
El OC Agaza es un equipo de fútbol de Togo que juega en el Campeonato nacional de Togo, el torneo de fútbol más importante del país

## Historia
Fue fundado en el año 1978 en la capital Lomé, logrando ser campeón de liga en 2 ocasiones y 5 veces campeón de copa.
Ha participado en 10 torneos continentales, donde su mejor participación fue ser subcampeón de la Recopa Africana 1983.
Como curiosidad, el equipo contrató en la temporada 2006-07 a Malik Hassan Karim, jugador de Irak con pasaporte francés.

## Palmarés
- Campeonato nacional de Togo: 2

1980, 1984
- Copa de Togo: 5

1979, 1981, 1984, 1988, 1999

## Participación en competiciones de la CAF
| Temporada | Torneo                            | Ronda            | Club                   | Casa  | Visita | Global      |
| --------- | --------------------------------- | ---------------- | ---------------------- | ----- | ------ | ----------- |
| 1980      | Recopa Africana                   | 1                | Buffles du Borgou FC   | 5-3   | 2-1    | 7-4         |
| 1980      | Recopa Africana                   | 2                | Horoya AC              | 0-0   | 0-0    | 0-0 (2-1 p) |
| 1980      | Recopa Africana                   | Cuartos de final | Africa Sports National | 1-1   | 0-1    | 1-2         |
| 1981      | Copa Africana de Clubes Campeones | 1                | Benfica                | w.o.1 | w.o.1  | w.o.1       |
| 1981      | Copa Africana de Clubes Campeones | 2                | US Mbila Nzambi        | 1-0   | 0-2    | 1-2         |
| 1982      | Recopa Africana                   | 1                | Bendel Insurance       | 0-1   | 0-2    | 0-3         |
| 1983      | Recopa Africana                   | 1                | Dragons Yaoundé        | 4-1   | 3-0    | 7-1         |
| 1983      | Recopa Africana                   | 2                | Sekondi Hasaacas FC    | 4-1   | 0-0    | 4-1         |
| 1983      | Recopa Africana                   | Cuartos de final | AS Vita Club           | 2-0   | 0-2    | 2-2 (4-2 p) |
| 1983      | Recopa Africana                   | Semifinales      | ASEC Mimosas           | 0-0   | 2-2    | 2-2 (a)     |
| 1983      | Recopa Africana                   | Final            | Arab Contractors SC    | 0-1   | 0-0    | 0-1         |
| 1984      | Recopa Africana                   | 1                | CAP Owendo             | dq2   | dq2    | dq2         |
| 1984      | Recopa Africana                   | 2                | Enugu Rangers          | 0-1   | 0-1    | 0-2         |
| 1985      | Copa Africana de Clubes Campeones | 1                | CARA Brazzaville       | 0-1   | 1-2    | 1-3         |
| 1994      | Recopa Africana                   | 1                | Hafia FC               | 3-0   | 3-1    | 6-1         |
| 1994      | Recopa Africana                   | 2                | Canon Yaoundé          | 3-1   | 0-1    | 3-2         |
| 1994      | Recopa Africana                   | Cuartos de final | Olympique de Béjà      | 6-1   | 1-4    | 7-5         |
| 1994      | Recopa Africana                   | Semifinales      | DC Motema Pembe        | 1-1   | 1-3    | 2-4         |
| 1995      | Copa CAF                          | 2                | Cotonsport Garoua      | 1-1   | 2-0    | 3-1         |
| 1995      | Copa CAF                          | Cuartos de final | Malindi FC             | 0-2   | 0-0    | 0-2         |
| 1998      | Recopa Africana                   | 1                | Africa Sports National | 0-4   | 0-1    | 0-5         |
| 2000      | Recopa Africana                   | 1                | GD Sagrada Esperança   | 0-2   | 1-4    | 1-6         |

1- Benfica abandonó en torneo.

2- CAP Owendo fue descalificado por orden del gobierno de Gabón.

## Jugadores

### Jugadores destacados
- Jean-Paul Abalo
- Emmanuel Adebayor
- Komlan Amewou
- Bachirou Salou
- Tadjou Salou